# 松岡ジョナタン
松岡 ジョナタン（まつおか ジョナタン、本名：メルガレホ・マツオカ・ジョナサン・ヨシユキ (Melgarejo Matsuoka Jhonattan Yoshiyuki) 2000年5月27日 - ）はパラグアイ出身のプロサッカー選手。関東サッカーリーグ1部・南葛SC所属。ポジションはフォワード。

## 来歴
父親はイタリア系パラグアイ人で母親は日系パラグアイ人。パラグアイで生まれ、6歳の時に来日した。一部報道ではパラグアイと日本の2重国籍とされているが、Jリーグでは2019年時点でパラグアイ国籍のみの外国籍選手として登録されている。中学卒業後、名古屋グランパスU18に入団。2018年12月16日、2019年シーズンからのトップチーム昇格と、併せてSC相模原への期限付き移籍が発表された。
2020年、ラインメール青森FCに育成型期限付き移籍。
2021年1月7日、カマタマーレ讃岐に育成型期限付き移籍。
2021年9月3日、讃岐への育成型期限付き移籍契約を終了し、福山シティFCに育成型期限付き移籍で加入することが発表された。讃岐ではJ3リーグでの出場はなく天皇杯1試合の出場にとどまった。
2022年シーズンは福山シティFCに完全移籍。
同年11月28日、カンセキスタジアムとちぎで行われたJリーグ合同トライアウトに出場。翌29日、福山シティFCは契約期間の満了と来シーズンの契約を結ばないことを発表した。
2023年1月、関東サッカーリーグ2部に属するエリース東京FCへの移籍が発表された。
2024年12月25日、関東サッカーリーグ1部に属する南葛SCへの移籍が発表された。

## 所属クラブ
- クルブ・アトレティコ・トレス・デ・フェブレロ（スペイン語版）
- サントスFC
- Honda FC (浜松市立高台中学校)
- 2016年 - 2018年  名古屋グランパスU-18 (享栄高等学校)
- 2019年 - 2021年  名古屋グランパス
  - 2019年  SC相模原 (期限付き移籍)
  - 2020年  ラインメール青森FC (期限付き移籍)
  - 2021年 - 同年9月  カマタマーレ讃岐 (期限付き移籍)
  - 2021年9月 - 同年12月  福山シティFC (期限付き移籍)
- 2022年  福山シティFC
- 2023年 - 2024年  エリース東京
- 2025年 -  南葛SC

## 個人成績
| 国内大会個人成績 | 国内大会個人成績 | 国内大会個人成績 | 国内大会個人成績 | 国内大会個人成績 | 国内大会個人成績 | 国内大会個人成績 | 国内大会個人成績 | 国内大会個人成績 | 国内大会個人成績 | 国内大会個人成績 | 国内大会個人成績 |
| 年度             | クラブ           | 背番号           | リーグ           | リーグ戦         | リーグ戦         | リーグ杯         | リーグ杯         | オープン杯       | オープン杯       | 期間通算         | 期間通算         |
| 年度             | クラブ           | 背番号           | リーグ           | 出場             | 得点             | 出場             | 得点             | 出場             | 得点             | 出場             | 得点             |
| 日本             | 日本             | 日本             | 日本             | リーグ戦         | リーグ戦         | リーグ杯         | リーグ杯         | 天皇杯           | 天皇杯           | 期間通算         | 期間通算         |
| ---------------- | ---------------- | ---------------- | ---------------- | ---------------- | ---------------- | ---------------- | ---------------- | ---------------- | ---------------- | ---------------- | ---------------- |
| 2019             | 相模原           | 18               | J3               | 0                | 0                | -                | -                | -                | -                | 0                | 0                |
| 2020             | 青森             | 19               | JFL              | 3                | 0                | -                | -                | 1                | 0                | 4                | 0                |
| 2021             | 讃岐             | 29               | J3               | 0                | 0                | -                | -                | 1                | 0                | 1                | 0                |
| 2021             | 福山             | 29               | 広島県1部        | 5                | 4                | -                | -                | -                | -                | 5                | 4                |
| 2022             | 福山             | 29               | 中国             | 0                | 0                | -                | -                | 1                | 0                | 1                | 0                |
| 2023             | A東京            | 10               | 関東2部          | 16               | 12               | -                | -                | -                | -                | 16               | 12               |
| 2024             | A東京            | 10               | 関東1部          | 15               | 2                | -                | -                | -                | -                | 15               | 2                |
| 2025             | 南葛             | 77               | 関東1部          |                  |                  | -                | -                | -                | -                |                  |                  |
| 通算             | 日本             | 日本             | J3               | 0                | 0                | -                | -                | 1                | 0                | 1                | 0                |
| 通算             | 日本             | 日本             | JFL              | 3                | 0                | -                | -                | 1                | 0                | 4                | 0                |
| 通算             | 日本             | 日本             | 関東1部          | 15               | 2                | -                | -                | -                | -                | 15               | 2                |
| 通算             | 日本             | 日本             | 関東2部          | 16               | 12               | -                | -                | -                | -                | 16               | 12               |
| 通算             | 日本             | 日本             | 中国             | 0                | 0                | -                | -                | 1                | 0                | 1                | 0                |
| 通算             | 日本             | 日本             | 広島県1部        | 5                | 4                | -                | -                | -                | -                | 5                | 4                |
| 総通算           | 総通算           | 総通算           | 総通算           | 39               | 18               | -                | -                | 3                | 0                | 42               | 18               |